# Нанайський район
Нана́йський район (рос. Нанайский район) — район у складі Хабаровського краю Російської Федерації.
Адміністративний центр — село Троїцьке.

## Географія
Район межує з Хабаровським, Амурським, Комсомольським, Ванінським, Совєтсько-Гаванським та імені Лазо районами Хабаровського краю, а також — з Приморським краєм. Віддаленість від крайового центру Хабаровська — 200 км.
Район розташований в центральній частині Хабаровського краю на Середньо-Амурської низовини, обмеженої Сіхоте-Алінем та хребтами лівобережжя річки Амур.

## Історія
Перша інформація про розселення корінних народів басейну Амура з'явилася в Росії в середині XVII ст., за часів походів Хабарова та інших землепроходців. На думку історика Б. П. Польового, дючери, що жили в пониззі Сунгарі та по Амуру в районі гирл Сунгарі і Уссурі, були нанайцями. Однак більш загальноприйнятою і донині залишається висловлювана ще в XIX ст. думка, що дючери були нащадками або близькими родичами чжурчженів, а нанайці ймовірно були відомі землепроходцям як «ачани» і «натки», і поширилися в райони, заселені хліборобами — дючерами, лише після евакуації дючерів китайською владою в глибину Маньчжурії в другій половині 1650-их років.
Нанайський район в СРСР був утворений постановою Президії Далекосхідного Крайового Виконавчого Комітету Рад РК і КД від 21 червня 1934 року. До його складу увійшли сільради: Анюйська, Болонська, Верхньонергенська, Вознесенська, Вятська, Дадинська, Джаринська, Джонкинська, Джуєнська, Діппинська, Єлабузька, Красносельська, Кунська, Курунська, Люксембурзька, Малмизька, Мухинська, Найхінська, Нижньокатарська, Петропавловська, Роздольненська, Сарапульська, Сікачі-Алянська, Сіндинська, Слов'янська, Троїцька, Хунгарійська та Челнинська. 1935 року Вознесенська, Діппинська, Кунська та Хунгарійська сільради передані до складу Комсомольського району, Петропавловська сільрада була ліквідована. 1939 року до складу району входили сільради: Анюйська, Болонська, Верхньонергенська, Вятська, Дадинська, Джаринська, Джонкинська, Джуєнська, Єлабузька, Курунська, Малмизька, Мухинська, Найхінська, Нижньокатарська, Роздольненська, Сарапульська, Сікачі-Алянська, Сіндинська, Слов'янська, Троїцька та Челнинська.
1942 року Болонська сільрада передана до складу Комсомольського району. 1949 року утворено смт Іннокентьєвка. 1954 року Джуєнська сільрада передана до складу Комсомольського району. 1957 року ліквідовано Сарапульську сільраду, Нижньокатарська сільрада (перейменована в Петропавловську), передана до складу Хабаровського району. 1959 року ліквідовано Вятську та Малмизьку сільради. 1960 року ліквідовано Мухинську сільраду. 1962 року Сікачі-Алянська сільрада перейменована в Малишевську, утворено Верхньоманоминську сільраду та смт Троїцьке.
30 грудня 1962 року Нанайський район ліквідовано, територія поділена між Хабаровським сільським та Амурським промисловим районами. 6 серпня 1964 року район був відновлений у складі сільрад та смт:
- з Амурського району — Анюйська та Верхньоманоминська сільради
- з Комсомольського району — смт Троїцьке, Болонська, Верхньонергенська, Дадинська, Джаринська, Курунська, Найхінська, Роздольненська та Слов'янська сільради
- з Хабаровського району — Сіндинська сільрада

1965 року до складу району передано смт Іннокентьєвка та Джонкинська сільрада Амурського району. 1967 року утворено Гассинську сільраду, Анюйська сільрада перейменована в Арсеньєвську, Роздольненська сільрада — в Лідогинську. 1968 року утворено Нижньоманоминську та Маяцьку сільради, ліквідовано Курунську сільраду. 1975 року ліквідовано Слов'янську сільраду, утворено Нюринську сільраду. 1976 року ліквідовано Нюринську сільраду. 1977 року Болонська сільрада передана до складу Амурського району. 1982 року Верхньонергенська сільрада перейменована в Малмизьку, Гассинська сільрада — в Дубовомиську. 1989 року Малмизька сільрада перейменована в Верхньонергенську.
1992 року сільради та селищні ради перетворено в сільські та селищні адміністрації, смт Іннокентьєвка втратило міський статус, утворено Іннокентьєвську сільську адміністрацію. 1994 року смт Троїцьке втратило міський статус, утворено Троїцьку сільську адміністрацію. 2004 року сільські адміністрації перетворено в сільські поселення.

## Населення
Населення — 15763 особи (2019; 17491 в 2010, 19377 у 2002).

## Адміністративний поділ
Район адміністративно поділяється на 14 сільських поселень:
| Поселення                             | Площа, км² | Населення, осіб (2002) | Населення, осіб (2010) | Населення, осіб (2019) | Центр          | Населені пункти |
| ------------------------------------- | ---------- | ---------------------- | ---------------------- | ---------------------- | -------------- | --------------- |
| Арсеньєвське сільське поселення       | 7,78       | 486                    | 422                    | 380                    | Арсеньєво      | 2               |
| Верхньонергенське сільське поселення  | 7,80       | 579                    | 580                    | 551                    | Верхній Нерген | 2               |
| Верхньоманоминське сільське поселення | 8,96       | 221                    | 201                    | 142                    | Верхня Манома  | 1               |
| Дадинське сільське поселення          | 7,08       | 396                    | 433                    | 401                    | Дада           | 1               |
| Джаринське сільське поселення         | 3,63       | 725                    | 687                    | 818                    | Джарі          | 1               |
| Джонкинське сільське поселення        | 37,10      | 1647                   | 1310                   | 1125                   | Джонка         | 1               |
| Дубовомиське сільське поселення       | 16,69      | 1472                   | 1406                   | 1141                   | Дубовий Мис    | 2               |
| Іннокентьєвське сільське поселення    | 2,59       | 1362                   | 1109                   | 854                    | Іннокентьєвка  | 1               |
| Лідогинське сільське поселення        | 35,41      | 1800                   | 1732                   | 1501                   | Лідога         | 2               |
| Маяцьке сільське поселення            | 26,63      | 1768                   | 1638                   | 1519                   | Маяк           | 1               |
| Найхінське сільське поселення         | 4,85       | 1979                   | 1746                   | 1610                   | Найхін         | 2               |
| Нижньоманоминське сільське поселення  | 7,90       | 188                    | 181                    | 172                    | Нижня Манома   | 1               |
| Троїцьке сільське поселення           | 13,68      | 5725                   | 5143                   | 4690                   | Троїцьке       | 1               |
| Сіндинське сільське поселення         | 18,46      | 1029                   | 903                    | 859                    | Сінда          | 2               |

## Найбільші населені пункти
| №  | Місто         | Населення, осіб (2002) | Населення, осіб (2010) |
| -- | ------------- | ---------------------- | ---------------------- |
| 1  | Троїцьке      | 5725                   | 5143                   |
| 2  | Маяк          | 1768                   | 1638                   |
| 3  | Лідога        | 1679                   | 1634                   |
| 4  | Дубовий Мис   | 1427                   | 1358                   |
| 5  | Джонка        | 1647                   | 1310                   |
| 6  | Іннокентьєвка | 1362                   | 1109                   |
| 7  | Найхін        | 1038                   | 945                    |
| 8  | Сінда         | 972                    | 868                    |
| 9  | Даєрга        | 941                    | 801                    |
| 10 | Джарі         | 725                    | 687                    |